# マクマフィア
『マクマフィア』(McMafia)はホセイン・アミニとジェームズ・ワトキンスによって製作され、ジェームズ・ワトキンスによって監督された2018年のイギリスのミニ・シリーズである。2008年のMisha Glennyによる同名の小説に基づいている。主演のジェームズ・ノートンは、イギリス育ちで犯罪とは距離を置こうとする、ユダヤ系ロシア・マフィアの息子を演じる。シリーズは8話からなり、BBC One、AMC、Cuba Picturesによって共同製作された。放送は2018年1月1日に開始された。
アメリカ、カナダ、イギリス以外の世界各国ではAmazonビデオにより配信されている。
日本ではAmazonビデオでの配信（タイトル『McMafia - マクマフィア』）のほか、2019年2月よりAXNミステリーにて放送された。

## あらすじ
ロシア・マフィアのヴァディム・カリャーギンが襲撃され、ボリス・ゴッドマンの仕業と知る。イギリス育ちのアレックス・ゴッドマンは家族のマフィアとのつながりを嫌い、自力で設立した投資ファンドを合法的に経営しようとする。だがファンドの経営危機の噂が流れて苦境に落ち、叔父のボリスは怪しげなロシア系イスラエル人の実業家クレイマンを紹介する。アレックスの目の前でボリスはロシア・マフィアに惨殺され、アレックスはヴァディムに会って弁解する。だが弟を殺されたアレックスの父は自殺未遂を図る。
クレイマンはヴァディムの組織を規模で上回るマフィア版のマクドナルドを作りたいと話し、家族の安全を求めるアレックスは、投資と引き換えにマネー・ロンダリングを引き受ける。クレイマンは移動させた資金を使いチェコやインドでヴァディムの事業を妨害しようとし、アレックスも巻き込まれてゆく。アレックスは婚約者や部下からクレイマンとの取引を隠し、インドでクレイマンの仲間が大量の麻薬をヴァディムから強奪する計画に関わる。
ヴァディムはクレイマンとアレックスの妨害に気づく。クレイマンは罪を着せられて逮捕され、アレックスはイスラエルに飛んで嫌疑を晴らし、引き換えにメキシコのカルテルと組むようクレイマンを説得する。アレックスはクレイマンの警備のジョセフを引き抜き、家族一人一人にボディーガードを付ける。だが安全のため距離を置いたガールフレンドのレベッカがヴァディムの手下に狙撃される。
周囲の圧力により、アレックス、クレイマン、ヴァディムはイスタンブールで和解する。だがアレックスはヴァディムを信用できず、ヴァディムに敵対するロシア人実業家とメキシコのカルテルの連携を画策する。父の知人がヴァディムを殺そうとして娘を殺してしまい、アレックスはモスクワで拘束され命を狙われる。脱出したアレックスがロシア人実業家とビジネスをまとめると、彼らは禍根を断つためヴァディムを襲撃し、アレックスが自らとどめを刺す。アレックスがロシア側の利益を代表して交渉する中、レベッカは彼の元を去る。

## 登場人物
- アレックス・ゴッドマン
  - 演 - ジェームズ・ノートン、日本語吹替 - 中谷一博
  - 主人公でイギリス育ちのファンド経営者。
- セミヨン・クレイマン
  - 演 - デヴィッド・ストラザーン、日本語吹替 - 家中宏
  - ユダヤ系ロシア人でイスラエルのビジネスマン。
- ディミトリ・ゴッドマン
  - 演 - アレクセイ・セレブリャコフ、日本語吹替 - 辻親八
  - アレックスの父親で、イギリスに移住したユダヤ系のロシア・マフィア。
- オクサーナ・ゴッドマン
  - 演 - マリア・シュクシナ、日本語吹替 - 一龍斎春水
  - アレックスの母親。
- ボリス・ゴッドマン
  - 演 - デヴィッド・デンシック、日本語吹替 - 宮崎敦吉
  - アレックスの叔父。
- カーチャ
  - 演 - フェイ・マーセイ
  - アレックスの妹。
- ヴァディム・カリャーギン
  - 演 - メラーブ・ニニッゼ、日本語吹替 - 高瀬右光
  - ロシアマフィアの大物。
- レベッカ・ハーパー
  - 演 - ジュリエット・ライランス、日本語吹替 - うえだ星子
  - アレックスのガールフレンド。
- カレル・ベネシュ
  - 演 - カレル・ローデン、日本語吹替 - 宮崎敦吉
  - チェコのギャングでクレイマンのパートナー。
- ジョセフ
  - 演 - オシュリ・コーエン
  - クレイマンのボディーガード、のちにアレックスのボディーガード。
- ディリー・マムード
  - 演 - ナワーズッディーン・シッディーキー
  - インドでのギャングでクレイマンのパートナー。
- マンジュ
  - 演 - ラージシュリ・デシュパンデ
  - ディリーのガールフレンド。
- アントニオ・メンデス
  - 演 - カイオ・ブラット、日本語吹替 - 井川秀栄
  - メキシコのカルテルの一員。

## 参照
1. ↑  “First look image released for BBC One's McMafia”. BBC. (2017年2月2日) 2017年5月22日閲覧。
2. ↑  Bryant, Adam. “AMC Releases First Photo From Upcoming Series McMafia”. AMC 2017年5月22日閲覧。